# Skaftártunguvegur
Der Skaftártunguvegur ist eine Hauptstraße im Süden von Island.
Er zweigt zwischen Kirkjubæjarklaustur und Vík í Mýrdal nach Norden von der Ringstraße  ab.
Die 78 m lange Brücke über das Eldvatn wurde 2019 eröffnet und löst eine ältere Brücke aus dem Jahr 1967 ab, deren Widerlager inzwischen von Gletscherläufen unterspült wurden.
Nach 5 km zweigt der Skaftártunguvegur nach Norden ab.
Weiter geradeaus führt der Hrífunesvegur  und quert mit einer Brücke das Tungufljót.
Bis hierher ist die Straße asphaltiert.
Für einen kurzen Abschnitt verläuft diese Straße am Ostufer des Tungufljót.
Dann zweigt der Ljótarstaðavegur  nach Westen ab, der in die Fjallabaksleið syðri  übergeht.
Am Ende des 16 km langen Skaftártunguvegurs zweigt die Fjallabaksleið nyrðri  nach Westen ab.
Weiter nach Norden zu dem Hof führt der Búlandsvegur.
Der Skaftártunguvegur bildet zusammen mit der Fjallabaksleið nyrðri und der Sprengisandsleið eine Nord-Süd-Verbindung, die als Hauptstraße im Hochland eingestuft ist.
Die Straßennummer  gilt nicht nur für den Skaftártunguvegur, sondern auch für den nördlichen Teil der Fjallabaksleið nyrðri, der nicht mehr als Hochlandstraße eingestuft ist.